# Arlanza (vino)
Arlanza es una denominación de origen vinícola establecida en 2005 para los vinos producidos en el valle medio y bajo del río Arlanza, en las provincias de Burgos y Palencia.
Los vinos de la Ribera del Arlanza se cultivan en viñedos de 62 municipios, 50 de Burgos, con nueve bodegas, y 13 de Palencia, con dos bodegas. 

## Historia
En el siglo XII, el monasterio de Santa María de Bujedo de Juarros adquirió viñedos en la Ribera del Arlanza y del Duero para su abastecimiento, completándolos con viñedos en Quintanilla del Agua.
Según fray Valentín de la Cruz, cronista oficial de la Provincia de Burgos, refiriéndose al siglo X: «todas las poblaciones comprendidas entre el Arlanzón y el Arlanza destinaron algunos de sus pagos a viñas... La familia condal gozaba de viñas y los monjes del Arlanza las mimaban en la zona de Lerma, especialmente en el priorato de Santa Inés. Covarrubias alaba sus propios caldos, y la abadesa reclama a cada vecino de su fuero, un pozal de vino».
A principios del siglo XX apareció la filoxera, lo que obligó al arranque de la totalidad del viñedo existente y a su replantación. En 1920 la reestructuración se había completado.
Hasta la mitad del siglo XX, el viñedo fue parte importante de todas las explotaciones existentes en la comarca. A partir de la década de 1950, se produjo un fuerte éxodo rural en la Comarca del Arlanza (al igual que en otras zonas) debido a la gran expansión industrial que demandaba abundante mano de obra. Esta fue absorbida de las zonas agrarias que no podían competir con los suelos ni las condiciones de vida de las áreas industriales.
Esta falta de mano de obra, unida a la estructura de los viñedos, que en su mayoría estaba formada por parcelas muy pequeñas, marcos de plantación que imposibilitaban la utilización de maquinaria, variedades dispares y poco adaptadas, etc. obligó al abandono paulatino de los mismos, a la vez que hizo que los agricultores fueran pasándose al cultivo del cereal, mucho más protegido en aquella época.

## Localidades que integran la D.O. Arlanza
- Provincia de Burgos: Avellanosa de Muñó y las entidades locales menores de: Pinedillo, Paules del Agua y Torrecítores del Enebral; Ciruelos de Cervera y la entidad local menor de Briongos de Cervera; Cebrecos, Cilleruelo de Abajo, Cilleruelo de Arriba, Covarrubias y la entidad local menor de Ura; Fontioso, Iglesiarrubia, Lerma y las entidades locales menores de: Revilla Cabriada, Castrillo de Solarana, Rabé de los Escuderos, Santillán del Agua, Ruyales del Agua y Villoviado; Los Balbases, Madrigal del Monte, Madrigalejo del Monte y la entidad local menor de Montuenga; Mahamud, Nebreda, Peral de Arlanza, Pineda Trasmonte, Pinilla Trasmonte, Puentedura, Quintanilla del Agua, Tordueles, Quintanilla del Coco y la entidad menor Castroceniza; Quintanilla de la Mata, Retuerta, Revilla Vallejera, Royuela de Riofranco, Santa Cecilia, Santa Inés, Santa María del Campo, Santibáñez del Val, Santo Domingo de Silos, Solarana, Tordómar, Torrecilla del Monte, Torrepadre, Valles de Palenzuela, Villafruela, Villahoz, Villalmanzo, Villamayor de los Montes, Villangómez y la entidad menor Villafuertes; Villaverde del Monte y Zael.

- Provincia de Palencia: Baltanás y la entidad local menor de Valdecañas de Cerrato, Cobos de Cerrato, Cordovilla la Real, Espinosa de Cerrato, Herrera de Valdecañas, Hornillos de Cerrato, Palenzuela, Quintana del Puente, Tabanera de Cerrato, Torquemada, Villahán y Villodrigo.

## Variedades de uva obligatoria para la elaboración de vinos con D.O. Arlanza
Para elaborar vinos que estén bajo la D.O. Arlanza es necesario que estos se elaboren exclusivamente con cierto tipo de uvas y son las siguientes:
Variedades de uva blanca: 
- Albillo
- Viura

Variedades de uva tinta. 
- Tempranillo/Tinta del País.
- Garnacha
- Mencía
- Cabernet Sauvignón
- Merlot
- Petit Verdot

## Bodegas
- Bodegas Carrillo de Albornoz
- Bodegas y viñedos Arpelaza S.L (AZ)
- Agrobauto
- Bodega Araus Ballesteros
- Bodega Monte Amán, S.L.
- Bodega Hijos de Máximo Ortiz González, S.L.
- Bodega Sierra, S.L.
- Bodegas Lerma
- Bodegas Decorus
- Covarrubias Salud
- Palacio de Lerma
- Arlanza Sociedad Cooperativa Archivado el 24 de octubre de 2020 en Wayback Machine.
- Arlese Negocios
- Buezo Vendimia Seleccionada y Vinos de Guarda, S.L.
- Ladrero-Señorío de valdesneros
- Bodega Esteban-Araujo
- Pagos de Negredo Viñedos
- Alonso Angulo
- Bodegas y Viñedos González Vegas
- Bodegas Basilio Varas Verano
- Olivier Riviere Vinos S.L.U.
- Eurocampo Verde S.L.
- Prado Lerma
- SABINARES -Viña de Covarrubias
- Parado LERMA
- Eurocampo Verde S.L.

## Consejo Regulador
En la actualidad el Consejo Regulador se encuentra conformado por:
| # | Miembro                    | Cargo          | Sector         |
| - | -------------------------- | -------------- | -------------- |
| 1 | Miguel Ángel Rojo López    | Presidente     | Viticultor     |
| 2 | Asunción Barbadillo García | Vicepresidenta | Bodega         |
| 3 | José Mª De La Vega Navarro | Vocal          | Bodega         |
| 4 | Alberto Sierra García      | Vocal          | Bodega         |
| 5 | Fernando Angulo García     | Vocal          | Bodega         |
| 6 | Aurelio Delgado García     | Vocal          | Viticultor     |
| 7 | José Ignacio Saiz Cantero  | Vocal          | Viticultor     |
| 8 | Jesús González Roman       | Vocal          | Viticultor     |
| 9 | Carlos Niño Pérez          | Representante  | Administración |